# Stefan Plenkers
Stefan Plenkers (* 28. April 1945 in Ebern; † 7. November 2024 in Kreischa) war ein deutscher Maler und Grafiker.

## Leben
Stefan Plenkers wuchs in Görlitz auf. 1963 absolvierte er die Erweiterte Oberschule. Dort erhielt er vielfältige gestalterische Anregungen durch seinen Zeichenlehrer Werner Panitz, der Meisterschüler bei Otto Mueller gewesen war. Daneben besucht er an der Volkshochschule einen Zeichenzirkel.
Plenkers machte von 1963 bis 1965 eine Lehre zum Schriftsetzer. Anschließend arbeitete er halbtags in der Abteilung Typografie an der Hochschule für Grafik und Buchkunst Leipzig. Nach seinem Wehrdienst verzichtete er 1967 auf den angestrebten und bereits erhaltenen Studienplatz an besagter Hochschule und nahm stattdessen ein fünfjähriges Studium in der Fachrichtung Grafik an der Hochschule für Bildende Künste Dresden auf. Ihn unterrichteten die Professoren Herbert Kunze, Gerhard Kettner und Günter Horlbeck. Die späteren Künstlerfreundschaften zu den gleichaltrigen Rainer Zille, Joachim Böttcher und Veit Hofmann hatten hier ihren Anfang.
Seine freischaffende Tätigkeit nahm er 1973 in Bad Muskau auf, ging 1974 nach Cottbus (reger künstlerischer Austausch mit Hans Scheuerecker und Dieter Ladewig), ehe er sich im Jahr darauf wieder und auf Dauer an seinem Studienort Dresden niederließ. 1980 bis 1982 war er bei Kettner Meisterschüler.
Plenkers war bis 1990 Mitglied des Verbands Bildender Künstler der DDR. Er hatte in der DDR und im Ausland eine bedeutende Zahl von Einzelausstellungen und Ausstellungsbeteiligungen, u. a. 1977/78, 1982/83 und 1987/88 an der VIII. bis X. Kunstausstellung der DDR in Dresden.

## Werk
Plenkers, der von Dresdner Künstlerpersönlichkeiten der älteren Generation wie Wilhelm Rudolph und Bernhard Kretzschmar angetan war, übte sich in der ersten Phase seines Schaffens vor allem in den grafischen Techniken. Die Ölmalerei kam dann seit 1969 hinzu. Anfangs gehörten zu seinen Sujets vielfach gebrochene leere Innenräume, verlassene Tische, Spiegel über Spiegel, Zelte, Segel, Zirkusartisten, Leute in Kneipen. Die späteren Arbeiten lösten sich von tradierter dresdnerischer Sichtweise, wurden farbiger, lichter, bewegter. Anregungen dazu empfing Plenkers, der längst nicht mehr der Bohemien war, auch auf zahlreichen Reisen. Sie führten ihn nach Armenien, Georgien, in den Irak, die USA, nach Lappland, China und immer wieder zu Orten am Meer.
Plenkers war bemüht, in seiner Malerei jedweden erzählerischen Duktus zu vermeiden. Beim Preisen der einfachen, immer währenden Dinge des menschlichen Umfelds setzte er auf die Mittel des Malerischen, akzentuierte durch grafische Grundstrukturen sowie durch Zeichen und Chiffren. Die Tiefendimension der Bilder wurde häufig allein über die so genannte Farbperspektive realisiert.
Stefan Plenkers erlitt im Herbst 1989 einen schweren Autounfall, der ihn zu einer vielmonatigen Arbeitspause zwang. Er kämpfte erfolgreich um die Wiedererlangung seiner motorischen und kognitiven Fähigkeiten. Im Ergebnis dessen differenzierte sich die künstlerische Handschrift weiter, die Produktivität erreichte eine neue Höhe.

## Ausstellungen (unvollständig)

### Einzelausstellungen
- Cottbus, Forum K, 1974
- Dresden, Galerie Nord, 1975
- Greifswald, Greifen-Galerie, 1978
- Neubrandenburg, Haus der Kultur, 1980
- Berlin, Galerie Mitte, 1982
- Erfurt, Angermuseum, 1983
- Görlitz, Galerie am Schönhof, 1984
- Dresden, Leonhardi-Museum, 1986
- Cortina d’Ampezzo, Galleria d’arte Piccinini, 1986
- Frankfurt (Oder), Galerie Junge Kunst, 1988
- Potsdam, Galerie am Alten Markt, 1988
- Bordeaux, Galerie Présidence, 1989
- Frankfurt am Main, Kunstkabinett Hanna Bekker vom Rath, 1990
- Mannheim, Galerie Fahlbusch, 1991
- Nürnberg, Galerie Nickel-Zadow, 1993
- Görlitz, Galerie Klinger, 1995
- Berlin, Galerie Contemporary Fine Arts, 2003
- Frankfurt am Main, Kunstkabinett Hanna Bekker vom Rath, 2005
- Dresden, Städtische Galerie, 2011
- Shanghai, 2015[2]

### Ausstellungsbeteiligungen
- Hamburg, Dresdner Grafik, 1981
- Poznań, Interart 84, 1984
- Cortina d’Ampezzo, Zehn DDR-Künstler, 1985
- Frankfurt am Main, Kunst aus Dresden nach 1945, 1986
- Köln, Art Cologne, 1991
- Karlsruhe, Kunst im Landgericht – Künstler aus Dresden, 1992
- Frankfurt am Main, Art Frankfurt, 1993
- Strasbourg, Zehn Maler aus Dresden, 1995
- Hamburg, Crossover, 1999
- Frankfurt (Oder), Landschaftsbilder der DDR, 2004
- Chemnitz, Sammlungswechsel, 2005
- Dresden, „Ohne uns!“, 2009
- Dresden, Sachsen am Meer, 2010
- Dresden, Für Prof. Dr. Diether Schmidt zum 80. Geburtstag, 2010

## Museen und öffentliche Sammlungen mit Werken Plenkers' (mutmaßlich unvollständig)
- Altenburg, Lindenau-Museum
- Berlin, Stiftung Kunstforum Berliner Volksbank
- Berlin, Artothek des Deutschen Bundestags
- Chemnitz, Kunstsammlungen am Theaterplatz
- Cottbus, Brandenburgische Kunstsammlungen
- Dresden, Gemäldegalerie Neue Meister[3]
- Dresden, Kupferstichkabinett[3]
- Dresden: Sächsischer Kunstfonds[3]
- Dresden: Kunstgewerbemuseum[3]
- Dresden, Stadtmuseum
- Erfurt, Angermuseum
- Görlitz, Kulturhistorisches Museum[4]
- Leipzig, Museum der bildenden Künste
- London, Britisches Museum
- Neubrandenburg, Kunstsammlung Neubrandenburg
- Oberhausen, Sammlung Ludwig
- Oslo, Kunstmuseum
- Rom, Kunstsammlung des Vatikans
- Schweinfurt, Kunsthalle
- Sofia, Museum für bildende Kunst
- Sankt Petersburg, Eremitage
- Szczecin, Polnisches Nationalmuseum

## Veröffentlichungen (Auswahl)
- Kristian Pech: Die unvollkommene Haut. Illustrationen von Stefan Plenkers. Hinstorff Verlag, Rostock 1983
- Stefan Plenkers: Seezeichen. Refugium, Neustrelitz 1995
- Stefan Plenkers: Spanienreise. Druckerei Conrad, Berlin 2002
- Stefan Plenkers: Raum und Zeichen. Kerber Verlag, Bielefeld 2011, ISBN 978-3-86678-532-8.